# 사나이 중 사나이
사나이 중 사나이는 한국에서 제작된 최영철 감독의 1969년 영화이다. 박노식 등이 주연으로 출연하였고 한갑진 등이 제작에 참여하였다.

## 출연

### 주연
- 박노식
- 남정임
- 이예춘

## 제작진
- 조명: 오인환